# Giovanni Balestra
Giovanni Battista Balestra (* 1774 in Bassano del Grappa; † 1842 in Rom) war ein italienischer Kupferstecher.

## Leben
Balestra war ein Verwandter des Historienmalers Antonio Balestra. Nach erster künstlerischen Ausbildung in der Familie wurde er Schüler von Antonio Suntach. Balestra besuchte als Schüler auch die Calcografia Remondini seiner Vaterstadt.
Mit 29 Jahren ging Balestra 1803 nach Rom und ließ sich dort nieder. Als Kopist alter Meister spezialisierte er sich schnell auf die Werke Raffaels. Bekannt wurde Balestra auch durch seine Kupferstiche der Werke von Antonio Canova und Bertel Thorwaldsen. Er stach auch nach Zeichnungen und Entwürfen von Paolo Veronese, Sassoferrato oder Barbieri, gen. Guercino.
Im Alter von 68 Jahren starb Giovanni Balestra 1842 in Rom.

## Werke
Auswahl
- Kupferstich nach „Bacco e Arianna“[1]
- Grafmonument voor Willem George Frederik, prins van Oranje, nu in de kerk van de Eremitani te Padua[2]
- Commandement suprême confié par le pape Pie VI au général Colli qui part pour la frontière : [estampe][3]